# Diacodon
Diacodon és un gènere extint de mamífers eulipotifles que visqueren a Nord-amèrica des del Paleocè inferior fins a l'Eocè inferior, fa entre 50,5 i 63,8 milions d'anys. Se n'han trobat restes fòssils a Alberta (Canadà) i Colorado, Nou Mèxic i Wyoming (Estats Units). Eren parents distants dels eriçons d'avui en dia. El nom genèric Diacodon significa ‘dent de dues puntes’ i es refereix a la forma de les dents molars inferiors. Fins al tercer quart del segle xx, aquest gènere fou classificat entre els leptíctids, dels quals fou separat per la seva semblança a eulipotifles basals com els adapisorícids.